# Peter Jones (músico)
Peter Robert Jones (Liverpool, 21 de abril de 1963 — Melbourne, 18 de maio de 2012) foi um músico britânico. Ele foi baterista da banda de rock australiana Crowded House, substituindo o anterior Paul Hester, de 1994 até o fim da banda, em 1996. Peter também tocou em outras bandas como Harem Scarem e Deadstar.
Ele também foi professor, lecionando no Roxburgh College, em Victoria.

## Morte
Peter morreu em 18 de maio de 2012, em Melbourne, vítima de câncer no cérebro.